# Palazzo del Monte di Pietà (Busseto)
Il palazzo del Monte di Pietà è un edificio in stile barocco, situato in via Roma 38 a Busseto, in provincia di Parma; al suo interno ha sede la biblioteca della Fondazione Cariparma, che raccoglie il patrimonio della storica biblioteca del Monte di Pietà.

## Storia
Nel 1537, per contrastare il fenomeno dell'usura all'epoca molto diffuso, il padre francescano Giovanni Antonio Maiavacca fondò, di collegio coi marchesi Girolamo, Francesco ed Ermete Pallavicino, il Monte di Pietà di Busseto, che fu ufficialmente confermato con bolla pontificia di papa Gregorio XIII nel 1582; ad esso si affiancò pochi anni dopo il Monte del Peculio, istituzione di soccorso per i poveri creata dal canonico Girolamo da Bologna nel 1596 e approvata dal duca Ranuccio I Farnese nel 1597.
Grazie ai numerosi lasciti e donazioni, la struttura accumulò presto importanti ricchezze, tanto da riuscire già nella seconda metà del XVI secolo ad erogare prestiti senza alcun interesse. Per questo nel 1679 i reggenti decisero di innalzare un nuovo palazzo che fungesse da sede dell'istituto; acquistato ed abbattuto un edificio sulla via centrale del paese, ricevettero l'approvazione da parte del duca Ranuccio II Farnese ed avviarono i primi lavori di costruzione delle fondazioni; solo successivamente affidarono l'incarico della progettazione all'architetto Domenico Valmagini, che portò a compimento l'opera nel 1682.
Nel 1768 il primo ministro Guillaume du Tillot decretò l'espulsione dal ducato di Parma e Piacenza dei Gesuiti, che gestivano il vicino collegio; l'antica biblioteca ivi contenuta, che raccoglieva circa 2300 volumi, fu assorbita dal Monte di Pietà; per questo nel 1770 furono avviati, su progetto dell'architetto Michele Brilli, i lavori per la costruzione, sul retro del palazzo, di nuovi ambienti in grado di accogliere l'importante patrimonio librario. Il cantiere, visitato anche dal duca Ferdinando di Borbone, fu chiuso solo nel 1793, con l'inaugurazione della biblioteca del Monte di Pietà, che nei decenni seguenti si arricchì notevolmente di nuovi volumi grazie ad acquisizioni e lasciti.
Nel 1829 il Monte del Peculio, spesso carente di risorse, fu assorbito dal Monte di Pietà, che da allora assunse il nome di Monte di Pietà e d'Abbondanza; quest'ultimo continuò la sua attività fino al 1960, quando fu acquisito dalla Cassa di Risparmio di Parma.
L'anno seguente furono avviati i lavori di restauro delle facciate, mentre tra il 1981 e il 1984 furono ristrutturati ed adeguati dal punto di vista impiantistico gli ambienti interni della biblioteca, lo scalone, l'abitazione del custode e le sale del primo piano affacciate su via Roma.
Nel 2000 l'edificio e la biblioteca, arricchitasi nel frattempo di un ingente patrimonio documentale grazie ad ulteriori acquisti e cospicue donazioni, entrarono a far parte delle proprietà della Fondazione Cariparma.

## Descrizione

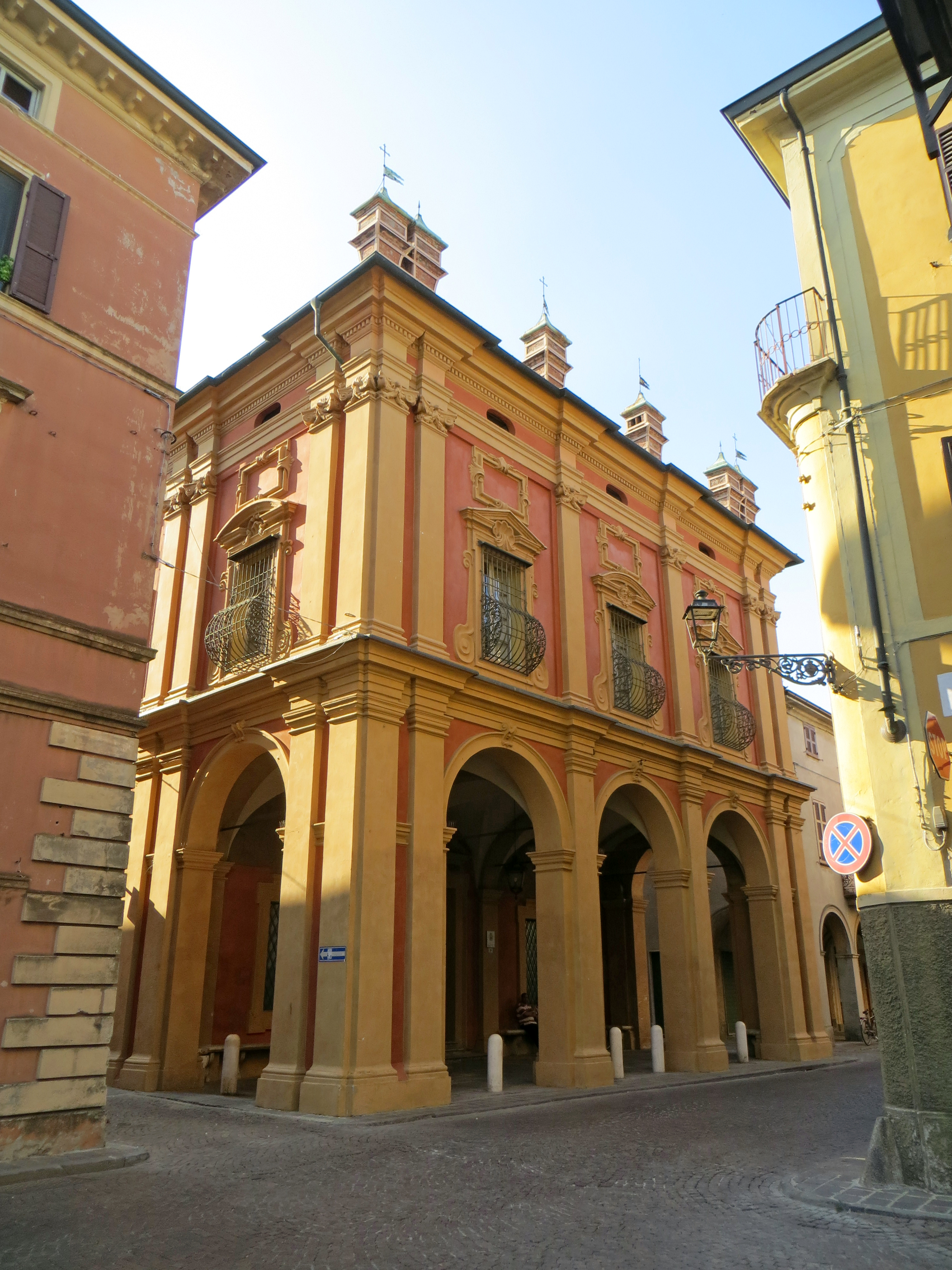
Facciata

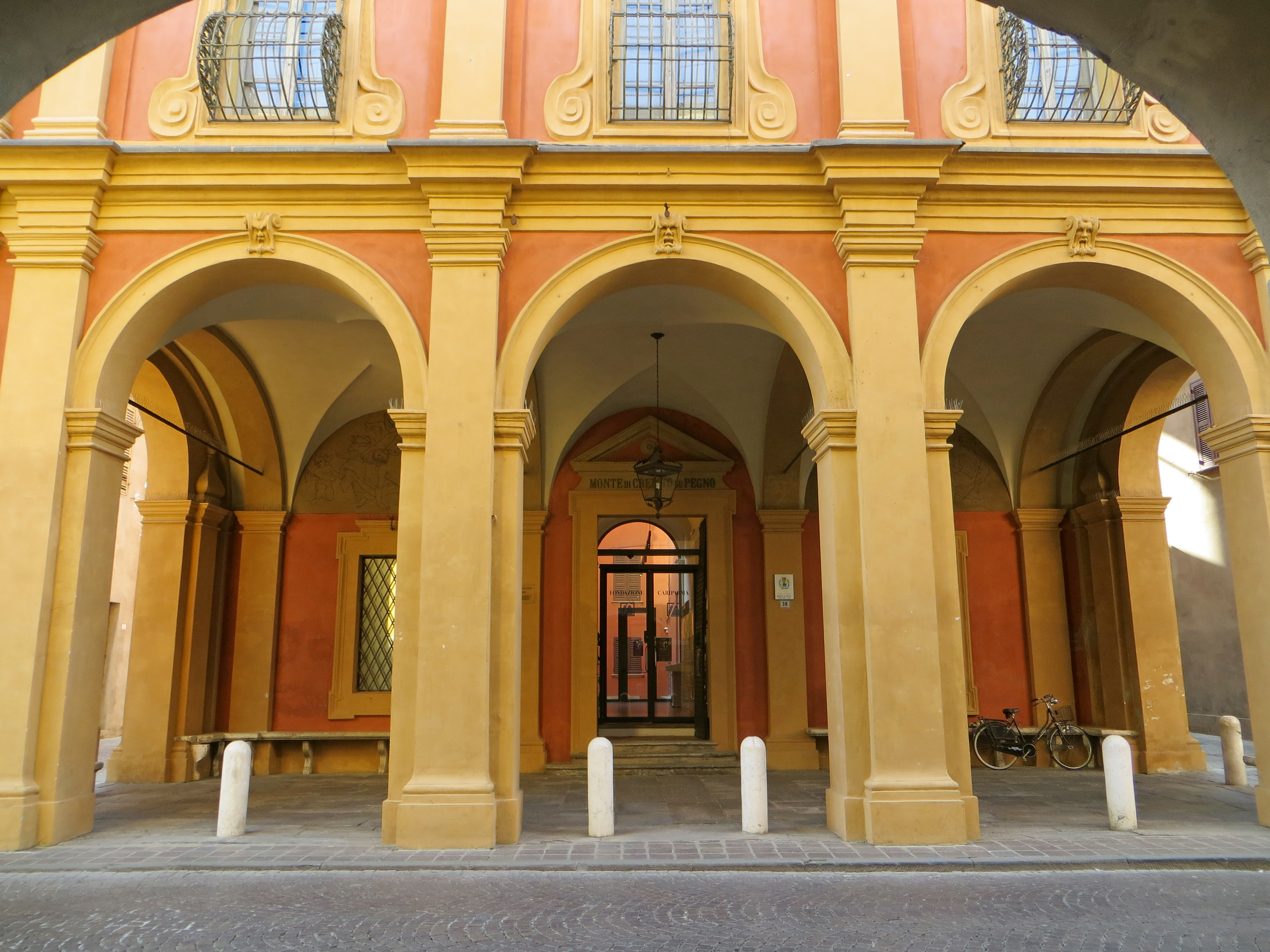
Porticato

Il palazzo si sviluppa su una stretta pianta rettangolare, con facciata principale verso via Roma sul lato più corto e lunghi prospetti secondari affacciati sulle strade laterali.
La fronte monumentale d'ingresso si innalza su un alto porticato a tre arcate a tutto sesto, rette da pilastri con lesene coronate da capitelli d'ordine tuscanico, a sostegno di un'elaborata fascia marcapiano; il livello superiore è scandito da lesene con capitelli d'ordine composito, su cui si sviluppa una seconda cornice marcapiano. Il primo piano è caratterizzato dalle tre grandi finestre, arricchite dalle elaboratissime inferriate e dalle cornici barocche con volute a sostegno di timpani spezzati, al cui centro emergono figure di conchiglie o volti umani; sopra ad esse sono tracciate altre piccole cornici rettangolari in rilievo, con eleganti volute. Superiormente, oltre le piccole aperture del sottotetto, si sviluppa il grande cornicione in aggetto. Infine, in sommità si innalzano sei grandi torrini in laterizio, di cui gli estremi posti in coppia; di essi, quattro sono sormontati da banderuole in rame.
Il porticato è coperto da tre volte a crociera; queste ultime sottendono lateralmente, al di sopra di finestre aperte su grandi panche marmoree scolpite, due ampie lunette che riportano a graffito i profili degli antichi affreschi che in origine le ornavano, staccati dopo il 1960 e posizionati su pannelli nel corridoio superiore all'interno del palazzo; nella parte centrale, invece, non rimane traccia del grande stemma dei Farnese un tempo posizionato al di sopra dell'ingresso principale timpanato.
Gli interni, ancora arredati con il mobilio originario, conservano numerose opere d'arte di pregio, tra cui dipinti ed oggetti sacri.
La sala d'ingresso ospita un monumentale camino con cappa in stucco, realizzata da Domenico Barca nel 1698.
La Sala del Consiglio conserva un maestoso armadio-archivio in noce in stile barocco, intagliato da Giovan Battista Perfetti nel 1699 su disegno di Giovan Battista Meyster; ricco di lesene con capitelli corinzi, cartelle ed altorilievi, il grande mobile è coronato da un imponente fastigio con volute, vasi, festoni ed, al centro, un grande ovale con il motto del Monte di Pietà Pasco oves meas (Pascolo le mie pecore).
Il corridoio del primo livello, coperto da una volta a botte, ospita sulle pareti i due affreschi barocchi staccati dalle lunette del porticato, realizzati nel 1682 dal pittore Angelo Massarotti, che vi raffigurò la Pietà ed il Martirio di San Bartolomeo.
Il palazzo conserva nei suoi numerosi ambienti i ritratti di quasi tutti i regnanti del ducato di Parma e Piacenza, tra i quali il Duca Ranuccio II Farnese, dipinto forse da Jacob Denis intorno al 1670, il Duca Francesco Farnese, realizzato da Giuseppe Gorla nel 1723, il Duca Antonio Farnese, eseguito da Giovanni Bolla intorno al 1730, il Duca Carlo I di Borbone, creato da Bartolomeo Chizoletti nel 1733, l'Imperatore Carlo VI d'Asburgo e l'Imperatrice Maria Teresa d'Asburgo, effigiati da Giuseppe Degani nel 1738 e nel 1745, il Duca Filippo di Borbone, dipinto da Domenico Passarini nel 1750, e il Duca Ferdinando di Borbone, realizzato da Antonio Bresciani nel 1767. Del pittore Isacco Gioacchino Levi sono inoltre le copie ottocentesche dei ritratti del Duca Ranuccio I Farnese, della Duchessa Maria Luigia d'Asburgo-Lorena, del Duca Odoardo Farnese, del Duca Ottavio Farnese, del Duca Alessandro Farnese, dell'Imperatore Napoleone Bonaparte e del Re Vittorio Emanuele II, eseguite nell'ordine fra il 1842 e il 1860. L'opera più pregevole del Levi risulta tuttavia la grande tela raffigurante la Fondazione del Monte, che ritrae in un ambiente cinquecentesco il canonico Gian Domenico Nicolò Pellati mentre legge l'atto di fondazione, i tre fratelli Girolamo, Francesco ed Ermete Pallavicino, il francescano Giovanni Antonio Maiavacca e, sul retro, due testimoni.
Arricchiscono le sale anche altre opere di rilievo, tra cui l'effigie di Luca Balestra, eseguita da Michele Plancher verso il 1830, l'autoritratto settecentesco di Pietro Balestra ed i quadri raffiguranti il Vecchio con turbante, dipinto da Tullo Massarani nel 1849, il Gatto del Vittoriale, realizzato da Renato Brozzi nel 1927, e il Ragazzo con un agnello, creato da Innocente Salvini nel 1954.
Sono inoltre conservati vari oggetti sacri, tra cui due notevoli corredi d'altare in argento, ciascuno composto da sei candelieri e tre cartaglorie; il più antico fu realizzato in stile barocco tra il 1669 e il 1670 per il Monte di Pietà dalla bottega piacentina di Siro Ratti, mentre il più recente fu eseguito agli inizi del XVIII secolo per la chiesa gesuitica di Sant'Ignazio. Da quest'ultima provengono anche altri oggetti in argento: una croce astile e quattro vasi portapalma di origine veneziana, due lampade pensili, due reliquiari, due pissidi, due calici ed una patena.

### Biblioteca della Fondazione Cariparma
La biblioteca, aperta direttamente verso l'esterno tramite l'ingresso laterale su via della Biblioteca, è composta oggi da otto sale e tre magazzini, collocati al primo piano del corpo retrostante del palazzo; vi si accede attraverso il monumentale atrio con scalone del 1772, caratterizzato dall'elegante ringhiera in ferro battuto realizzata da Giambattista Sali.
La prima sala è coperta da una volta decorata al centro con un affresco ovale raffigurante Prometeo, eseguito da Isacco Gioacchino Levi nel 1873 e inquadrato da una cornice in stucco coeva; gli scaffali dipinti a finti intarsi collocati lungo il perimetro dell'ambiente, traslati dal collegio gesuitico in occasione della sua chiusura, risalgono al 1712 e custodiscono la maggior parte dei volumi più antichi; tra questi figurano 20 incunaboli del XV secolo, 480 cinquecentine, varie edizioni bodoniane, numerose opere di medicina del XVII e del XVIII secolo, un'Encyclopédie di Diderot e d'Alembert e molteplici manoscritti, tra cui il pregevole codice degli Statuta Pallavicinia.
Anche le successive sale sono arredate con scaffalature antiche degne di nota, tra cui in particolare quelle ottocentesche della terza, caratterizzate dagli eleganti intagli.
Il quarto ambiente ospita il fondo musicale manoscritto della Filarmonica Bussetana, costituito da 702 composizioni e suddiviso in tre sezioni; la prima comprende 240 brani di Ferdinando Provesi, la seconda 382 pezzi fra musica sacra, profana e brani per banda di autori vari e la terza 80 partiture di anonimi; degne di nota risultano le parti trascritte da Giuseppe Verdi quando era ancora studente e soprattutto una Messa di Gloria da lui composta fra il 1833 e il 1835 e successivamente modificata.
Del Maestro Verdi la biblioteca conserva anche altre importanti testimonianze, tra cui numerose lettere, di cui alcune sue, 101 di sua moglie Giuseppina Strepponi inviate a don Giovanni Avanzi e 330 di Emanuele Muzio, unico suo allievo, oltre ai documenti relativi alla borsa di studio che gli era stata concessa nel 1833 dal Monte di Pietà per proseguire gli studi a Milano; proprio per questo Giuseppe Verdi, in segno di riconoscenza, lasciò alla sua morte tre vasti appezzamenti di terreno all'istituto bussetano.
Degli oltre 40 000 volumi custoditi oggi nella biblioteca, fa parte dal 1975 anche l'archivio della famiglia Pallavicino, donato dai marchesi Pier Luigi e Gabriella; esso costituisce un'importante testimonianza storica della casata e dello Stato Pallavicino.